# David Juříček
David Juříček, né le 8 août 1974 à Olomouc, est un ancien handballeur tchèque évoluant au poste de pivot. Malgré un taille et une masse modeste pour ce poste, il s'impose comme l'un des meilleurs pivots mondiaux, étant notamment nommé dans l'élection du meilleur handballeur mondial de l'année en 2005.
Après avoir commencé sa carrière au HC Baník Karviná, il arrive en France au club d'Istres en 2003 où il évolue une saison avant de rejoindre le Montpellier Handball en juillet 2004. En sept saisons à Montpellier, il a notamment remporté six titres de champions de France. Il a terminé sa carrière au Saint-Raphaël Var Handball en 2013 après 193 matchs et 646 buts marqués en Championnat de France.

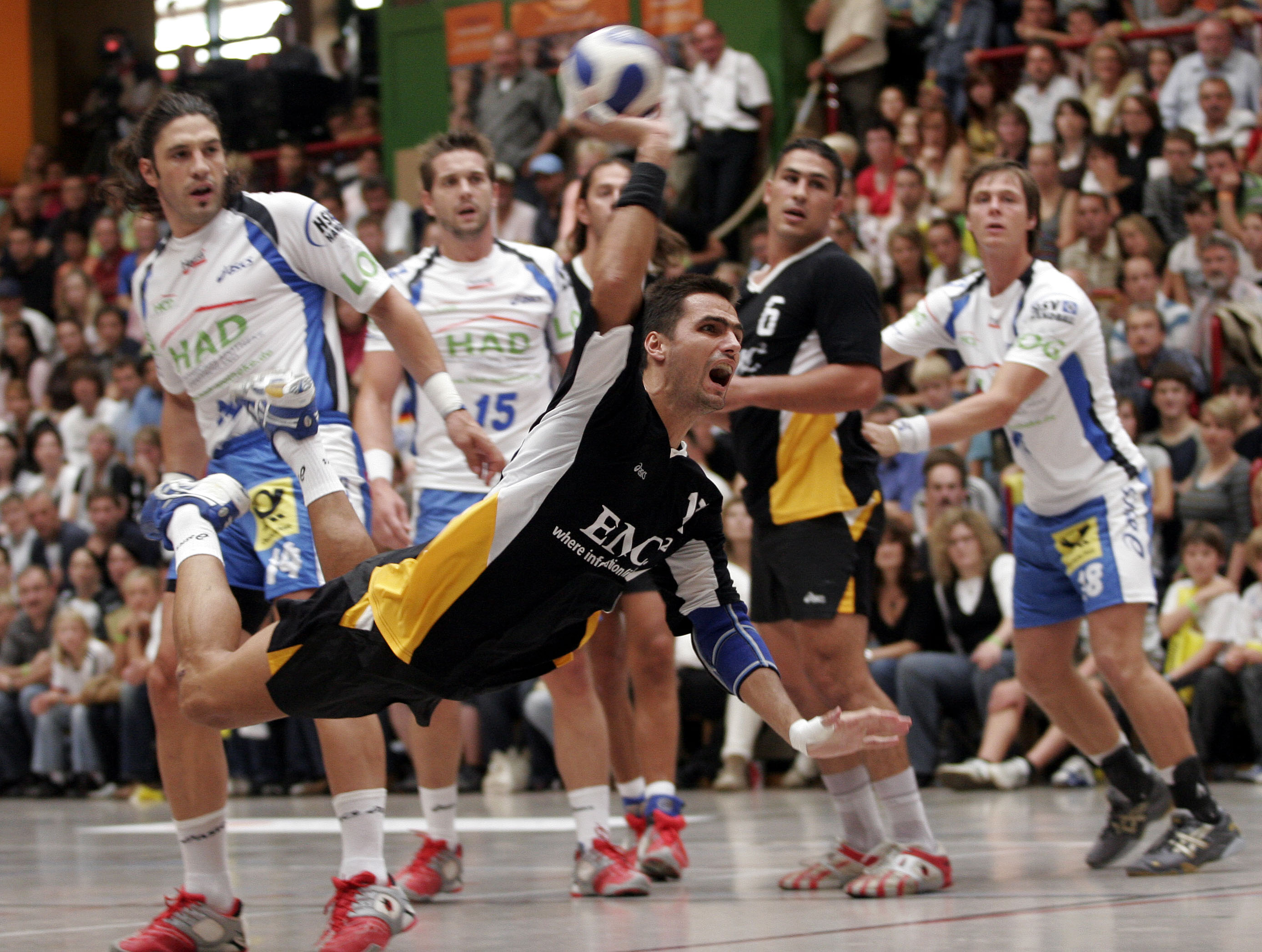
David Juříček en action en 2007

## Palmarès

### Club
- Championnat de République tchèque (3) : 2000, 2001, 2002
- Championnat de France (6) : 2005, 2006, 2008, 2009, 2010, 2011
- Coupe de France (5) : 2005, 2006, 2008, 2009, 2010
- Coupe de la Ligue (6) 2005, 2006, 2007, 2008, 2010, 2011
- Trophée des Champions (1) : 2010-11

### Sélection nationale
- 148 sélections et 460 buts en équipe de République tchèque[2]

### Distinction personnelle
- élu meilleur handballeur tchèque de l'année en 2000, 2001, 2003, 2005
- Élu meilleur pivot du Championnat du monde 2005[5]
- Élu meilleur pivot en France pour la Saison 2006-2007[6]
- Élu meilleur défenseur en France en Saison 2007-2008[7]
- Nommé dans l'élection du meilleur handballeur mondial de l'année en 2005[8]
- Nommé dans l'élection du meilleur défenseur en France en 2010[9]